# قبلته النار
قبلته النار (بالإنجليزية: Kissed by Fire)‏ هي الحلقة الخامسة من الموسم الثالث من المسلسل الفانتازي صراع العروش، والمُقتبس من سلسلة روايات أغنية الجليد والنار للمؤلف جورج ر. ر. مارتن، وهي الحلقة رقم 25 من المسلسل ككل. عُرضت الحلقة لأول مرة في 28 أبريل 2013، على شبكة إتش بي أو المُنتجة للمسلسل، وكانت من كتابة براين كوغمان، ومن إخراج أليكس غريفز.

## ملخص الحلقة
بِمُساعدة اللورد (باليش)، يَحبِك الخِطط ضدّ آل (تيريل)؛ كما يُقرّر تزويج (تيريون) بـ (سانسا) و (سيرسي) بـ (لوراس) على الرُغمِ من اعتِراض (سيرسي) و (تيريون). (ستانِس) بدوره يَعتَرف لزوجنته بخيانته مع (ميليساندري) وقد أبدَت معرفتها بذلك لوكنّها بقيت صامتة، وانتهما (شيرين) تسلّلت لعندي (دافوس) وتقترح عليه أن تُعلّمه القِراءة. أمّا في كَهفِ الأخويّة، يقتُل (ساندور كليغان) قائدة الأخوية (بيريك دونداريون) في مُحاكمة بالقِتال مما أدّى إلى تحريره، على الرغم من هذا فإن (بيريك) يعودُ للحياة بمقدرة إله النور الذي يؤمن به؛ كما يُقرّر (غيندري) الانضمام للأخوية كحداد، أمّا (آريا) فستعودُ مع (ثوروس) الميريّ إلى «ريفر رن» كفدية للقاء أخيها (روب ستارك). (روب) في «ريفر رن» يُعدِم اللورد (كارستارك) لِقتله صبيَّين من آل (لانستر) وقد تقلّص جيشه إثر ذلك مما جعله يُقرّر أن يعودَ إلى اللورد (فراي) الذي وعده في وقت سابق أن يتزوج إحدى بناته. (جون سنو) لكي يثبت ولائه للهمج ينكث بقسم حرس الليل مع (أيغريت)، من جانب آخر، الهمج يقتربون أكثر فأكثر من السور معتمدين على معلومات (سنو).

## الإنتاج
سيناريو الحلقة كان من كتابة براين كوغمان، وأُختير أليكس غريفز لإخراجها. كانت أنيت هيلميك مديرةً لتصوير الحلقة، وكيتي وايلاند محررةً لها، أما موسيقى الحلقة التصويرية فكانت من تلحين رامين جوادي.

## نسب المشاهدة
| الموسم | الموسم | رقم الحلقة | رقم الحلقة | رقم الحلقة | رقم الحلقة | رقم الحلقة | رقم الحلقة | رقم الحلقة | رقم الحلقة | رقم الحلقة | رقم الحلقة | المتوسط |
| الموسم | الموسم | 1          | 2          | 3          | 4          | 5          | 6          | 7          | 8          | 9          | 10         | المتوسط |
| ------ | ------ | ---------- | ---------- | ---------- | ---------- | ---------- | ---------- | ---------- | ---------- | ---------- | ---------- | ------- |
|        | 1      | 2.22       | 2.20       | 2.44       | 2.45       | 2.58       | 2.44       | 2.40       | 2.72       | 2.66       | 3.04       | 2.52    |
|        | 2      | 3.86       | 3.76       | 3.77       | 3.65       | 3.90       | 3.88       | 3.69       | 3.86       | 3.38       | 4.20       | 3.80    |
|        | 3      | 4.37       | 4.27       | 4.72       | 4.87       | 5.35       | 5.50       | 4.84       | 5.13       | 5.22       | 5.39       | 4.97    |
|        | 4      | 6.64       | 6.31       | 6.59       | 6.95       | 7.16       | 6.40       | 7.20       | 7.17       | 6.95       | 7.09       | 6.84    |
|        | 5      | 8.00       | 6.81       | 6.71       | 6.82       | 6.56       | 6.24       | 5.40       | 7.01       | 7.14       | 8.11       | 6.88    |
|        | 6      | 7.94       | 7.29       | 7.28       | 7.82       | 7.89       | 6.71       | 7.80       | 7.60       | 7.66       | 8.89       | 7.69    |
|        | 7      | 10.11      | 9.27       | 9.25       | 10.17      | 10.72      | 10.24      | 12.07      | غ/م        | غ/م        | غ/م        | 10.26   |
|        | 8      | 11.76      | 10.29      | 12.02      | 11.80      | 12.48      | 13.61      | غ/م        | غ/م        | غ/م        | غ/م        | 11.99   |

## وصلات خارجية
- قبّلته النار على موقع IMDb (الإنجليزية)
- قبّلته النار على موقع ميتاكريتيك (الإنجليزية)
- قبّلته النار على موقع روتن توميتوز (الإنجليزية)
- قبّلته النار على موقع أول موفي (الإنجليزية)